# Équipe de Biélorussie masculine de handball
Maillots
Dernière mise à jour : 29 mars 2022.
L'équipe de Biélorussie masculine de handball représente la Fédération biélorusse de handball lors des compétitions internationales, notamment aux championnats du monde et aux championnats d'Europe.

## Palmarès
Jeux olympiques
- 1996 à 2016 : aucune qualification

| Édition | Tour              | Rang         | MJ           | V            | N            | D            | BP           | BC           |
| ------- | ----------------- | ------------ | ------------ | ------------ | ------------ | ------------ | ------------ | ------------ |
| 1994    | Phase de groupe   | 8e           | 6            | 2            | 0            | 4            | 154          | 177          |
| 1996    | Non qualifié      | Non qualifié | Non qualifié | Non qualifié | Non qualifié | Non qualifié | Non qualifié | Non qualifié |
| 1998    | Non qualifié      | Non qualifié | Non qualifié | Non qualifié | Non qualifié | Non qualifié | Non qualifié | Non qualifié |
| 2000    | Non qualifié      | Non qualifié | Non qualifié | Non qualifié | Non qualifié | Non qualifié | Non qualifié | Non qualifié |
| 2002    | Non qualifié      | Non qualifié | Non qualifié | Non qualifié | Non qualifié | Non qualifié | Non qualifié | Non qualifié |
| 2004    | Non qualifié      | Non qualifié | Non qualifié | Non qualifié | Non qualifié | Non qualifié | Non qualifié | Non qualifié |
| 2006    | Non qualifié      | Non qualifié | Non qualifié | Non qualifié | Non qualifié | Non qualifié | Non qualifié | Non qualifié |
| 2008    | Tour préliminaire | 15e          | 3            | 0            | 0            | 3            | 83           | 101          |
| 2010    | Non qualifié      | Non qualifié | Non qualifié | Non qualifié | Non qualifié | Non qualifié | Non qualifié | Non qualifié |
| 2012    | Non qualifié      | Non qualifié | Non qualifié | Non qualifié | Non qualifié | Non qualifié | Non qualifié | Non qualifié |
| 2014    | Tour principal    | 12e          | 6            | 1            | 0            | 5            | 159          | 193          |
| 2016    | Phase de groupe   | 10e          | 6            | 0            | 2            | 4            | 157          | 179          |
| 2018    | Phase de groupe   | 10e          | 6            | 2            | 0            | 4            | 155          | 172          |
| / 2020  | Tour principal    | 10e          | 7            | 3            | 1            | 3            | 209          | 217          |
| / 2022  | Tour préliminaire | 17e          | 3            | 1            | 0            | 2            | 78           | 88           |
| Total   | 7/15              | 8e           | 37           | 9            | 3            | 25           | 995          | 1127         |

| Édition | Tour                                                                   | Rang                                                                   | MJ                                                                     | V                                                                      | N                                                                      | D                                                                      | BP                                                                     | BC                                                                     |
| ------- | ---------------------------------------------------------------------- | ---------------------------------------------------------------------- | ---------------------------------------------------------------------- | ---------------------------------------------------------------------- | ---------------------------------------------------------------------- | ---------------------------------------------------------------------- | ---------------------------------------------------------------------- | ---------------------------------------------------------------------- |
| 1993    | Non qualifié                                                           | Non qualifié                                                           | Non qualifié                                                           | Non qualifié                                                           | Non qualifié                                                           | Non qualifié                                                           | Non qualifié                                                           | Non qualifié                                                           |
| 1995    | Huitièmes de finale                                                    | 9e                                                                     | 9                                                                      | 5                                                                      | 0                                                                      | 4                                                                      | 278                                                                    | 247                                                                    |
| 1997    | Non qualifié                                                           | Non qualifié                                                           | Non qualifié                                                           | Non qualifié                                                           | Non qualifié                                                           | Non qualifié                                                           | Non qualifié                                                           | Non qualifié                                                           |
| 1999    | Non qualifié                                                           | Non qualifié                                                           | Non qualifié                                                           | Non qualifié                                                           | Non qualifié                                                           | Non qualifié                                                           | Non qualifié                                                           | Non qualifié                                                           |
| 2001    | Non qualifié                                                           | Non qualifié                                                           | Non qualifié                                                           | Non qualifié                                                           | Non qualifié                                                           | Non qualifié                                                           | Non qualifié                                                           | Non qualifié                                                           |
| 2003    | Non qualifié                                                           | Non qualifié                                                           | Non qualifié                                                           | Non qualifié                                                           | Non qualifié                                                           | Non qualifié                                                           | Non qualifié                                                           | Non qualifié                                                           |
| 2005    | Non qualifié                                                           | Non qualifié                                                           | Non qualifié                                                           | Non qualifié                                                           | Non qualifié                                                           | Non qualifié                                                           | Non qualifié                                                           | Non qualifié                                                           |
| 2007    | Non qualifié                                                           | Non qualifié                                                           | Non qualifié                                                           | Non qualifié                                                           | Non qualifié                                                           | Non qualifié                                                           | Non qualifié                                                           | Non qualifié                                                           |
| 2009    | Non qualifié                                                           | Non qualifié                                                           | Non qualifié                                                           | Non qualifié                                                           | Non qualifié                                                           | Non qualifié                                                           | Non qualifié                                                           | Non qualifié                                                           |
| 2011    | Non qualifié                                                           | Non qualifié                                                           | Non qualifié                                                           | Non qualifié                                                           | Non qualifié                                                           | Non qualifié                                                           | Non qualifié                                                           | Non qualifié                                                           |
| 2013    | Tour préliminaire                                                      | 15e                                                                    | 6                                                                      | 2                                                                      | 0                                                                      | 4                                                                      | 159                                                                    | 153                                                                    |
| 2015    | Tour préliminaire                                                      | 18e                                                                    | 7                                                                      | 2                                                                      | 1                                                                      | 4                                                                      | 215                                                                    | 216                                                                    |
| 2017    | Huitièmes de finale                                                    | 11e                                                                    | 6                                                                      | 2                                                                      | 0                                                                      | 4                                                                      | 156                                                                    | 186                                                                    |
| / 2019  | Non qualifié                                                           | Non qualifié                                                           | Non qualifié                                                           | Non qualifié                                                           | Non qualifié                                                           | Non qualifié                                                           | Non qualifié                                                           | Non qualifié                                                           |
| 2021    | Tour principal                                                         | 17e                                                                    | 6                                                                      | 2                                                                      | 2                                                                      | 2                                                                      | 171                                                                    | 172                                                                    |
| / 2023  | Disqualifié en qualification en conséquence de l'invasion de l'Ukraine | Disqualifié en qualification en conséquence de l'invasion de l'Ukraine | Disqualifié en qualification en conséquence de l'invasion de l'Ukraine | Disqualifié en qualification en conséquence de l'invasion de l'Ukraine | Disqualifié en qualification en conséquence de l'invasion de l'Ukraine | Disqualifié en qualification en conséquence de l'invasion de l'Ukraine | Disqualifié en qualification en conséquence de l'invasion de l'Ukraine | Disqualifié en qualification en conséquence de l'invasion de l'Ukraine |
| Total   | 5/16                                                                   | 9e                                                                     | 34                                                                     | 13                                                                     | 3                                                                      | 18                                                                     | 979                                                                    | 974                                                                    |

## Effectifs

### Effectif actuel
Les 18 joueurs sélectionnées pour disputer l'Euro 2022 sont :

## Statistiques
| #  | Joueur             | Matchs | Poste       |
| -- | ------------------ | ------ | ----------- |
| 1  | Barys Pukhouski    | 190    | Demi-centre |
| 2  | Ivan Brouka        | 189    | Ailier      |
| 3  | Aliaksandr Tsitou  | 178    | Pivot       |
| 4  | Maxim Babichev     | 161    | Pivot       |
| 5  | Siarhei Shylovich  | 145    | Arrière     |
| 6  | Maksim Baranau     | 137    | Ailier      |
| 7  | Dzianis Rutenka    | 126    | Ailier      |
| 8  | Dimitri Nikulenkau | 109    | Demi-centre |
| 9  | Maxim Nekhaychik   | 107    | ?           |
| 10 | Andrej Klimovets   | 101    | Pivot       |

| #  | Joueur            | Buts | Moy. | Poste       |
| -- | ----------------- | ---- | ---- | ----------- |
| 1  | Barys Pukhouski   | 824  | 4,34 | Demi-centre |
| 2  | Ivan Brouka       | 590  | 3,12 | Ailier      |
| 3  | Siarhei Rutenka   | 507  | 6,42 | Arrière     |
| 4  | Siarhei Shylovich | 460  | 3,17 | Arrière     |
| 5  | Andrej Kurchev    | 340  | 4,53 | Arrière     |
| 6  | Maksim Baranau    | 337  | 2,46 | Ailier      |
| 7  | Andrej Klimovets  | 328  | 3,25 | Pivot       |
| 8  | Dzianis Rutenka   | 306  | 2,43 | Ailier      |
| 9  | Gennadij Chalepo  | 286  | 4,27 | Arrière     |
| 10 | Iouri Gromyko     | 277  | ?    | Pivot       |
| 10 | Andrei Sinyak     | 277  | ?    | ?           |

### Autres joueurs
Parmi les internationaux biélorusses ayant évolué sous le maillot de l'URSS ou de la Biélorussie, on trouve :
- / Andreï Barbachinski (de)
- / Constantine Charovarov (de)
- Iouri Chevtsov
- Vadim Gaïdoutchenko
- / Siarhei Harbok
- / Mikhaïl Iakimovitch
- Alexandre Karchakevitch
- / Andrej Klimovets
- Dimitri Nikulenkau
- Georgi Sviridenko (de)
- // Alexandre Toutchkine

## Sélectionneurs
| Sélectionneur           | Nat. | Période                     |
| ----------------------- | ---- | --------------------------- |
| Spartak Mironovitch     |      | de 1992 à 1998              |
| Alexandre Karchakevitch |      | de 1998 à 2001              |
| Spartak Mironovitch     |      | de 2001 à juin 2008         |
| Georgi Sviridenko (de)  |      | de juin 2008 à juillet 2009 |
| Iouri Chevtsov          |      | depuis juillet 2009         |

## Confrontation contre la France
| Rencontres | Victoires | Nuls | Défaites | Buts pour | Buts contre | Différence |
| ---------- | --------- | ---- | -------- | --------- | ----------- | ---------- |
| 8          | 7         | 0    | 1        | 257       | 204         | ?+53       |